# Marina Schlünz
Marina Schlünz (* 19. Mai 1956 in Hannover als Marina Erz) ist eine deutsche Ingenieurin und ehemalige Professorin an der Hochschule Hannover.

## Leben und Werk
1980 schloss Schlünz das Studium der Metallurgie und Werkstoffwissenschaften an der Technischen Universität Clausthal ab, wo sie auch 1983 promovierte. Darauf arbeitete sie einige Jahre in der technischen Beratung und im Qualitätsmanagement in der Wirtschaft, unter anderem bei der Austria Metall. 
1994 wurde sie Professorin für  „Grundlagen der Technik und Qualitätsmanagement“ im Studiengang Technische Redaktion an der Fachhochschule Hannover. Hier hatte sie diverse Ämter inne, so war sie von 1999 bis 2003 Dekanin des Fachbereichs Information und Kommunikation. Von Mai 2014 bis August 2020 war Schlünz nebenberufliche Vizepräsidentin für Lehre, Studium, Qualität, IT und Bibliothek der Hochschule Hannover. Anfang 2021 trat Schlünz in den Ruhestand.
Von 2001 bis 2005 war Schlünz Vorsitzende des Bezirksvereins Hannover des Vereins Deutscher Ingenieure (VDI). 2009 erhielt sie das VDI-Ehrenzeichen. Vom Jahresbeginn 2015 bis zum Jahresende 2020 war sie Vorsitzende des VDI-Regionalbeirats und somit Mitglied des VDI-Präsidiums. Sie ist damit die erste Frau, die jemals ins VDI-Präsidium gewählt wurde.

## Publikationen (Auswahl)
- Marina Erz: Untersuchungen zum drucklosen Fügen von Siliciumnitridwerkstoffen. Dissertation. Clausthal-Zellerfeld 1983, S. 149.
- M. Erz, H. W. Hennicke: Joining of ceramics for high temperature applications: Verbinden von Keramik fuer Hochtemperaturanwendungen. In: Ceramics in Advanced Energy Technologies. Proc. of the European Colloquium of CEC : Paper-Nr. EUR 9210. 1984, S. 138–156.
- Marina Schlünz: Entwicklung eines nachhaltigen Qualitätsbewusstseins. In: Hochschulrektorenkonferenz (Hrsg.): HRK Tagung: Qualitätsmanagement. Was können Hochschulen von der Wirtschaft lernen? 2005.